# Li Hanjun
Li Huanjun (chinois simplifié : 李汉俊 ; chinois traditionnel : 李漢詩 ; pinyin : lǐ hànjùn), également appelé Li Renjie (李人杰 / 李人傑, lǐ rénjié), né sous le nom Li Shushi (李书诗 / 李書詩, lǐ shūshī) en avril 1890 à Qianjiang, dans la province du Hubei[réf. nécessaire] et décédé le 17 décembre 1927 est un des membres fondateurs du parti communiste chinois, puis il sera pendant une période membre du Kuomintang, le parti nationaliste chinois. Il est enseignant du marxisme[réf. nécessaire] et traduit en chinois le Capital
C'est dans sa maison du quartier de Shikumen de la concession française de Shanghai, qu'a eu lieu la fondation du parti communiste chinois en 1921, lors du 1er congrès national du Parti communiste chinois.
Il a pour frère Li Shucheng (en) (李書城), un des principaux cadres du Kuomintang, dirigeant la république de Chine.
Il est l'auteur de différents ouvrages sur le marxisme, dont une introduction à l'ouvrage Capital de Karl Marx intitulé « Introduction au Capital de Marx » (马克思资本论入门)[réf. nécessaire].

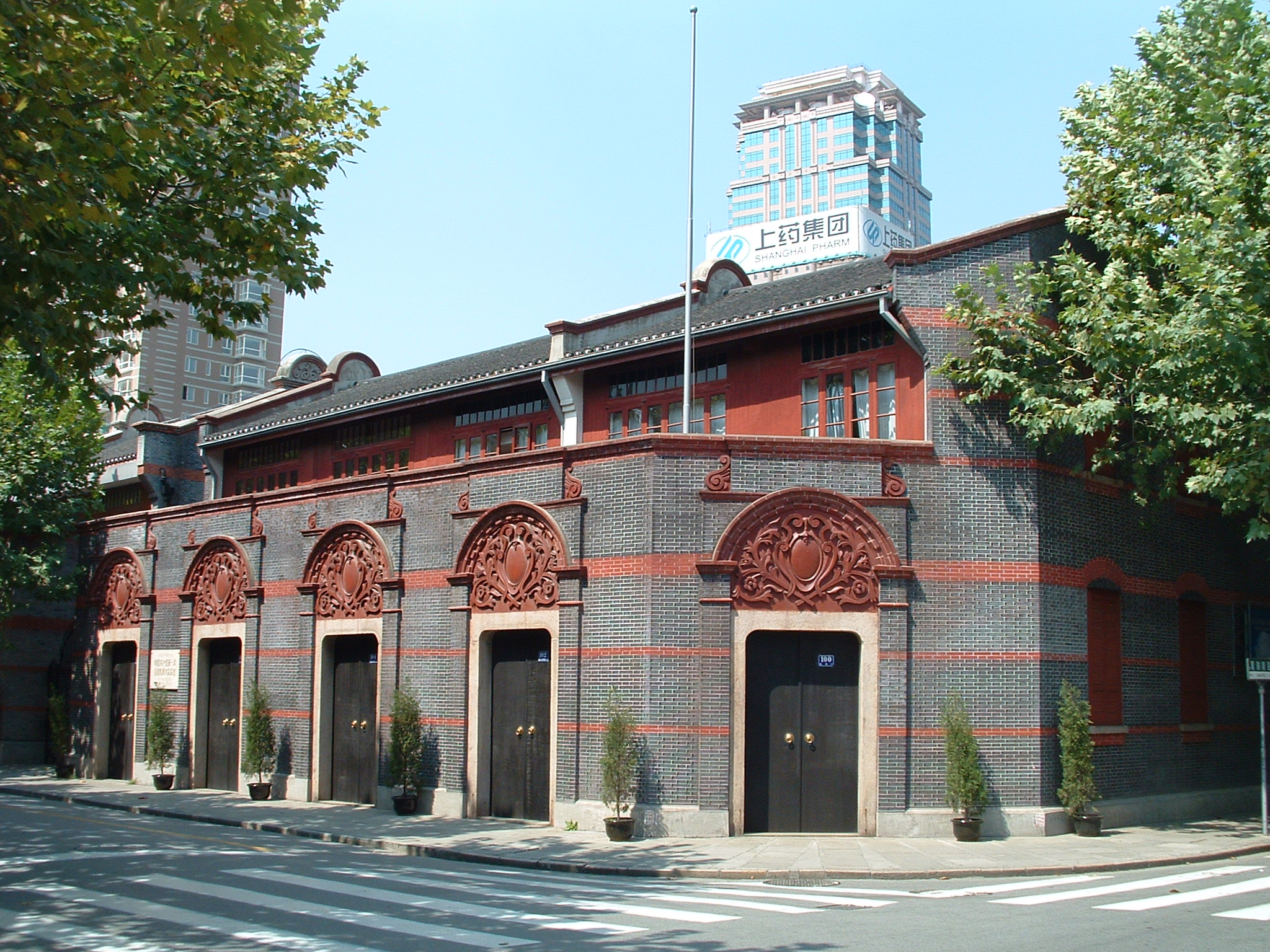
Sa maison, dans laquelle a été fondé le parti.